# Giacomo Carissimi
Giacomo Carissimi (Marino, Roma, bautizado 18 de abril de 1605 - Roma, 12 de enero de 1674) fue uno de los compositores italianos más eminentes de los comienzos del Barroco y uno de los principales representantes de la Escuela Romana.
Nació en Marino, cerca de Roma, en 1604 o 1605. No se sabe con certeza cómo fueron sus primeros años ni los estudios que siguió, pero a los 20 años ejerció el cargo de maestro de capilla en Asís, puesto que ocupó durante varios años. En 1628, ocupó el mismo cargo en la iglesia de San Apolinar que pertenecía al colegio Germanicum en Roma, trabajo que mantuvo hasta el año de su muerte. Recibió varias ofertas para trabajar en lugares importantes de Venecia y Viena, incluyendo una oferta para asumir el control San Marcos de Venecia en reemplazo de Claudio Monteverdi, pero declinó las ofertas. Tuvo numerosos alumnos, entre ellos Marc-Antoine Charpentier y Alessandro Scarlatti. En 1637 fue ordenado sacerdote.
Elegido en 1649 maestro de capilla pontifical, introdujo en las iglesias el acompañamiento de la música instrumental y fue el primero que introdujo la cantata para temas religiosos. En 1656 conoció a la reina Cristina de Suecia, que se encontraba en el exilio, y compuso numerosas obras profanas en su honor.
La mayoría de sus obras se conocen por copias, ya que los manuscritos originales se perdieron o fueron destruidos después de la disolución de la orden de los jesuitas en 1773.
Entre sus obras destacan misas, oratorios, motetes y cantatas.

## Su obra

### Oratorios latinos
- Historia de Jephte
- Judicium Salomonis
- Jonas
- Diálogo del Gigante Golia
- Abraham et Isaac
- Historia de Caín
- Damnatorum lamentatio
- Balthazar
- Diluvium universale
- Ezechia
- Felicitas beatorum
- Historia divitis / Dives malus
- Historia Davidis et Jonathae
- Historia di Job
- Judicium Dei extremum
- Martyres
- Vanitas vanitatum
- Vir frugi et pater familias

### Oratorios italianos
- Oratorio della Santissima Vergine
- Oratorio di Daniele profeta

### Misas
- Missa in Sol magg. a 8 voci senza basso continuo (Kyrie, Gloria, Credo)
- Missa in Do magg. a 4 voci
- Missa "sciolto havean de l'alte sponde" a 5 voces e instrumentos
- Missa L'homme armé a 12 voci
- Missa ut queant laxis
- Missa a quinque et novem in Do magg.
- Missa a 3 vocis e basso continuo